# Margherita di Valois-Orléans
Margherita di Valois-Orléans (4 dicembre 1406 – 24 aprile 1466) è stata una nobile francese.

## Biografia

### Infanzia
Margherita d'Orléans nacque il 4 dicembre 1406 da Luigi I di Valois-Orléans, figlio di Carlo V di Francia, e da Valentina Visconti. Margherita era imparentata con molte teste coronate, oltre al nonno paterno si deve contare il fratello di suo padre, che salì al trono come Carlo VI, sua nonna materna Isabella di Valois, che era figlia di Giovanni II di Francia.
Uno dei fratelli di Margherita, Carlo, fu preso prigioniero dagli inglesi a seguito della Battaglia di Azincourt nel 1415 e rimase presso la corte inglese per venticinque anni prima di poter essere liberato. Carlo impiegò parte del tempo che trascorse in prigionia a comporre poesie, diventando uno dei più noti poeti del suo tempo.

### Matrimonio
Nel 1423 Margherita sposò Riccardo di Dreux, figlio di Giovanni V di Bretagna e Giovanna di Navarra che in seconde nozze aveva sposato Enrico IV d'Inghilterra.

### Contessa di Vertus
Alla morte del fratello Filippo, Margherita gli succedette al titolo materno di contessa di Vertus. Lei e Riccardo ebbero sette figli, ma solo due di essi ebbero a loro volta discendenza. Nel 1458 suo figlio Francesco succedette allo zio Arturo III di Bretagna al titolo ducale. Margherita rimase prematuramente vedova, nel 1438, e passò gli anni seguenti vivendo in diversi monasteri insieme alle due figli minori, una delle quali nata dopo la morte del padre.
Margherita era una donna devota e per lei venne realizzato un libro d'ore chiamato, appunto, il Libro d'ore di Margherita d'Orléans, ottimo esempio di arte del XV secolo, ideato per compiere le pratiche religiose giornaliere.

### Morte
Dopo aver peregrinato a lungo, Margherita si ritirò presso l'Abbazia di Guiche, non lontana da Blois, dove morì il 24 aprile 1466.

## Discendenza
Dal matrimonio tra Margherita di Valois-Orléans e Riccardo di Dreux nacquero:
- Maria di Bretagna (22 giugno 1424-9 ottobre 1477), badessa all'Abbazia di Fontevrault dal 1457 alla morte
- Isabella di Bretagna (2 febbraio 1426-9 febbraio 1438)
- Caterina di Bretagna (28 maggio 1428-22 giugno 1476)
- Francesco II di Bretagna
- figlio senza nome (1436-19 dicembre 1436)
- Margherita di Bretagna (22 novembre 1437-1466), suora
- Maddalena di Bretagna (1º maggio 1439-29 marzo 1462), suora

## La lotta per il contado
Con la morte del padre e del fratello Margherita ereditò il diritto al titolo paterno di conte d'Étampes, titolo che si estese anche a suo marito, il contado era infatti finito nelle mani della corona nel 1416 con la morte di Giovanni di Valois che non aveva lasciato eredi maschi. Tale pretesa venne però contestata da Filippo III di Borgogna che era succeduto al padre Giovanni di Borgogna assassinato dalla guardia del delfino Carlo, tale pretesa dei borgognoni nasceva dal fatto che il nonno di Filippo III era un fratello del defunto Giovanni di Valois.
Filippo III riuscì effettivamente a strappare la contea a Margherita e Riccardo e a governarla almeno fino al 1434 quando la donò al suo primo cugino Giovanni II di Nevers, l'anno dopo finalmente Margherita e Riccardo ne entrarono formalmente in possesso grazie all'ascesa al trono di Carlo VII. Quando Riccardo morì Carlo si premurò di confermare che il contado apparteneva a Margherita attraverso una lettera patente datata al 1442, questa decisione venne contestata dal Parlamento che sosteneva che le terre sarebbero dovute tornare alla corona dopo la morte di Riccardo. Solo nel 1478 Francesco II ne tornò in possesso e sempre in quell'anno Luigi XI di Francia donò il contado a Giovanni di Foix-Étampes la cui moglie Marie era una delle nipoti di Margherita, nonché sorella del futuro Luigi XII di Francia.

## Ascendenza
|                           |                      |                        | Genitori                               |  |  | Nonni |  |  | Bisnonni               |  |  | Trisnonni             |  |
|                           |                      |                        |                                        |  |  |       |  |  | Giovanni II di Francia |  |  | Filippo VI di Francia |  |
|                           |                      |                        |                                        |  |  |       |  |  | Giovanni II di Francia |  |  | Filippo VI di Francia |  |
|                           |                      | Giovanna di Borgogna   |                                        |  |  |       |  |  | Giovanni II di Francia |  |  |                       |  |
| Carlo V di Francia        |                      |                        |                                        |  |  |       |  |  | Giovanni II di Francia |  |  |                       |  |
|                           |                      | Bona di Lussemburgo    | Giovanni I di Boemia                   |  |  |       |  |  |                        |  |  |                       |  |
|                           |                      | Bona di Lussemburgo    | Giovanni I di Boemia                   |  |  |       |  |  |                        |  |  |                       |  |
|                           |                      | Bona di Lussemburgo    | Elisabetta di Boemia                   |  |  |       |  |  |                        |  |  |                       |  |
| Luigi I di Valois-Orléans |                      | Bona di Lussemburgo    |                                        |  |  |       |  |  |                        |  |  |                       |  |
|                           |                      | Pietro I di Borbone    | Luigi I di Borbone                     |  |  |       |  |  |                        |  |  |                       |  |
|                           |                      | Pietro I di Borbone    | Luigi I di Borbone                     |  |  |       |  |  |                        |  |  |                       |  |
|                           |                      | Pietro I di Borbone    | Maria di Avesnes                       |  |  |       |  |  |                        |  |  |                       |  |
| Giovanna di Borbone       |                      | Pietro I di Borbone    |                                        |  |  |       |  |  |                        |  |  |                       |  |
|                           |                      | Isabella di Valois     | Carlo di Valois                        |  |  |       |  |  |                        |  |  |                       |  |
|                           |                      | Isabella di Valois     | Carlo di Valois                        |  |  |       |  |  |                        |  |  |                       |  |
|                           |                      | Isabella di Valois     | Margherita d'Angiò, contessa di Valois |  |  |       |  |  |                        |  |  |                       |  |
| Margherita d'Orléans      |                      | Isabella di Valois     |                                        |  |  |       |  |  |                        |  |  |                       |  |
|                           | Galeazzo II Visconti | Stefano Visconti       |                                        |  |  |       |  |  |                        |  |  |                       |  |
|                           | Galeazzo II Visconti | Stefano Visconti       |                                        |  |  |       |  |  |                        |  |  |                       |  |
|                           | Galeazzo II Visconti | Valentina Doria        |                                        |  |  |       |  |  |                        |  |  |                       |  |
| Gian Galeazzo Visconti    | Galeazzo II Visconti |                        |                                        |  |  |       |  |  |                        |  |  |                       |  |
|                           |                      | Bianca di Savoia       | Aimone di Savoia                       |  |  |       |  |  |                        |  |  |                       |  |
|                           |                      | Bianca di Savoia       | Aimone di Savoia                       |  |  |       |  |  |                        |  |  |                       |  |
|                           |                      | Bianca di Savoia       | Violante Paleologa                     |  |  |       |  |  |                        |  |  |                       |  |
| Valentina Visconti        |                      | Bianca di Savoia       |                                        |  |  |       |  |  |                        |  |  |                       |  |
|                           |                      | Giovanni II di Francia | Filippo VI di Francia                  |  |  |       |  |  |                        |  |  |                       |  |
|                           |                      | Giovanni II di Francia | Filippo VI di Francia                  |  |  |       |  |  |                        |  |  |                       |  |
|                           |                      | Giovanni II di Francia | Giovanna di Borgogna                   |  |  |       |  |  |                        |  |  |                       |  |
| Isabella di Valois        |                      | Giovanni II di Francia |                                        |  |  |       |  |  |                        |  |  |                       |  |
|                           |                      | Bona di Lussemburgo    | Giovanni I di Boemia                   |  |  |       |  |  |                        |  |  |                       |  |
|                           |                      | Bona di Lussemburgo    | Giovanni I di Boemia                   |  |  |       |  |  |                        |  |  |                       |  |
|                           |                      | Bona di Lussemburgo    | Elisabetta di Boemia                   |  |  |       |  |  |                        |  |  |                       |  |
|                           |                      | Bona di Lussemburgo    |                                        |  |  |       |  |  |                        |  |  |                       |  |